# Appingedam
Appingedam est une ville et une commune néerlandaise située dans la province de Groningue.

## Géographie
La ville est située dans le nord-est de la province de Groningue, à l'ouest de Delfzijl. Avec une superficie de 25 km2, c'est la plus petite commune de la province.
La commune est formée du chef-lieu du même nom, qui abrite l'essentiel de la population, et comprend également les villages de Marsum, Opwierde, Solwerd et Tjamsweer ainsi que les hameaux de Garreweer, Jukwerd et Laskwerd.
|           |                  | Delfzijl |
| Loppersum | Appingedam       |          |
|           | Midden-Groningue |          |

## Histoire
Appingedam est un village de marchands et artisans probablement né au XIe siècle sur l'une des digues le long du Delf (plus tard le Damsterdiep) à l'intersection de plusieurs routes commerciales. Un document de 1224 évoque pour la première fois un marché ou un lieu de rencontre (« forum »), qui fait probablement référence à Appingedam.

## Culture et patrimoine

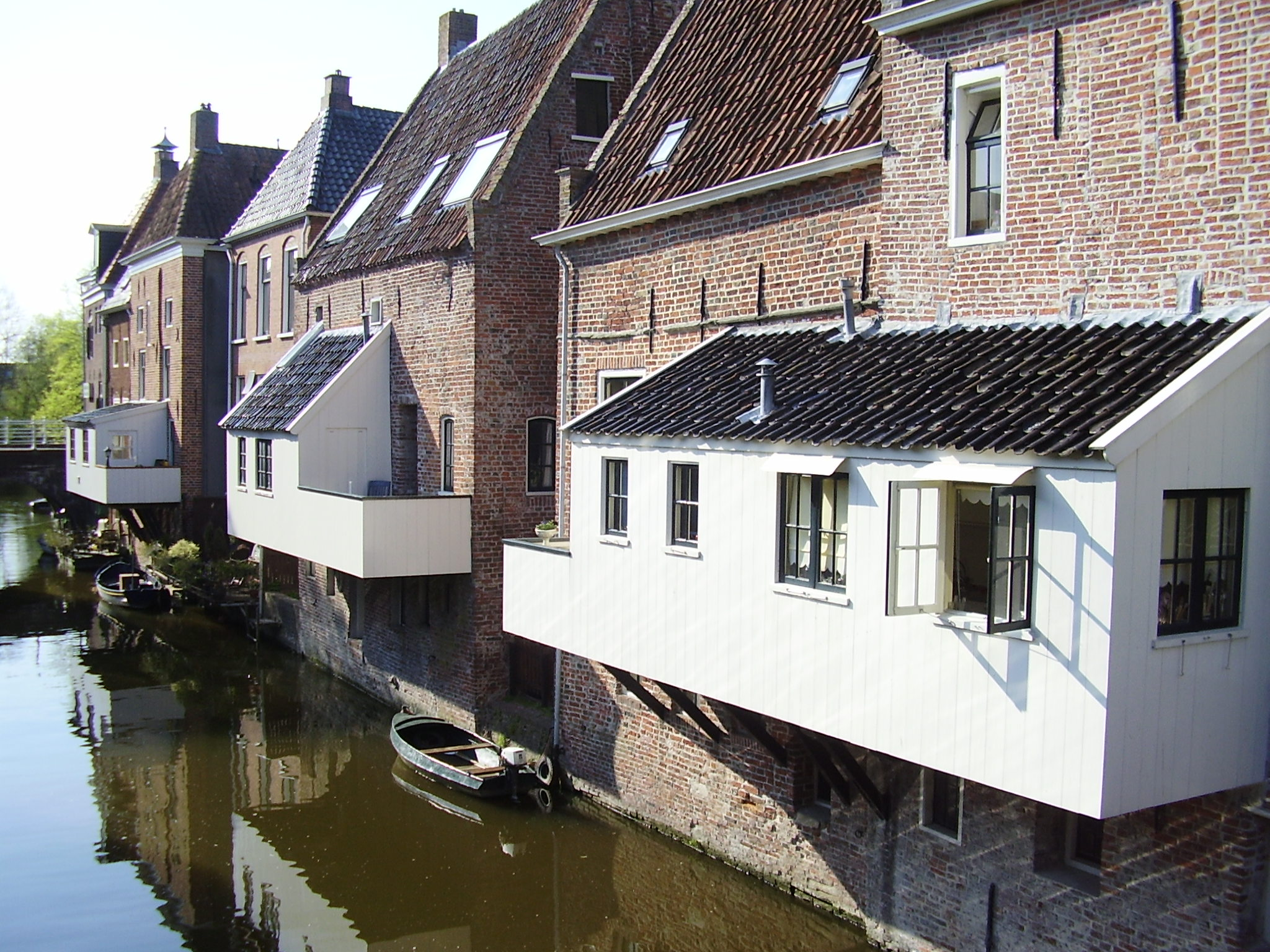
Cuisines suspendues d'Appingedam

Appingedam est une ville historique dont le centre abrite de nombreux immeubles du Moyen Âge, l'attraction principale étant les cuisines suspendues (hangende keukens) au-dessus du Damsterdiep. Le tourisme est une activité importante pour cette ville qui dispose aussi de ports de plaisance.

## Personnalités liées
- Jacobus Perizonius (1651-1715), philologue, professeur à l'université de Franeker et à Université de Leyde, né à Appingedam.

## Lien externe

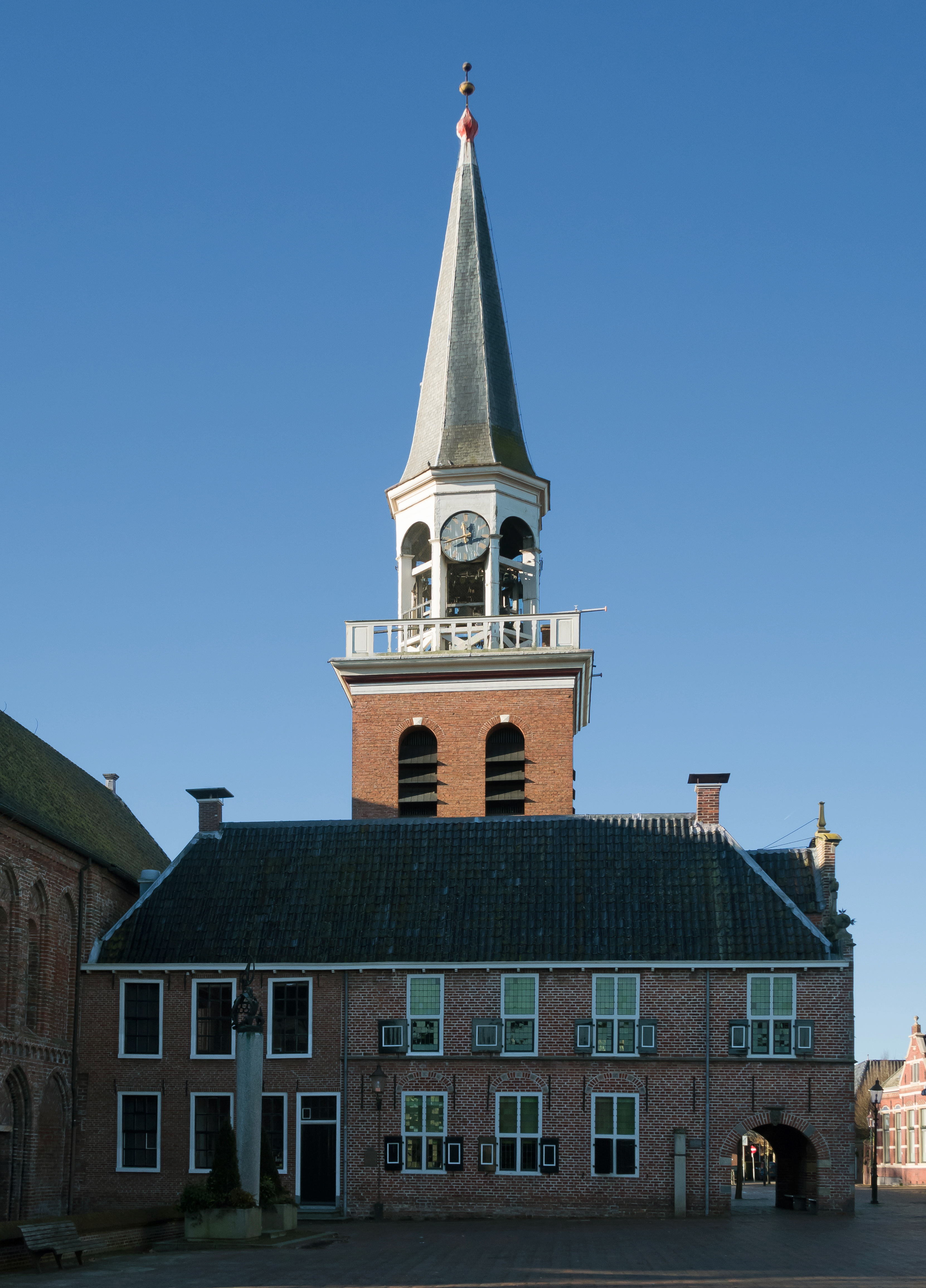
L'hôtel de ville et le clocher de l'église Saint-Nicolas

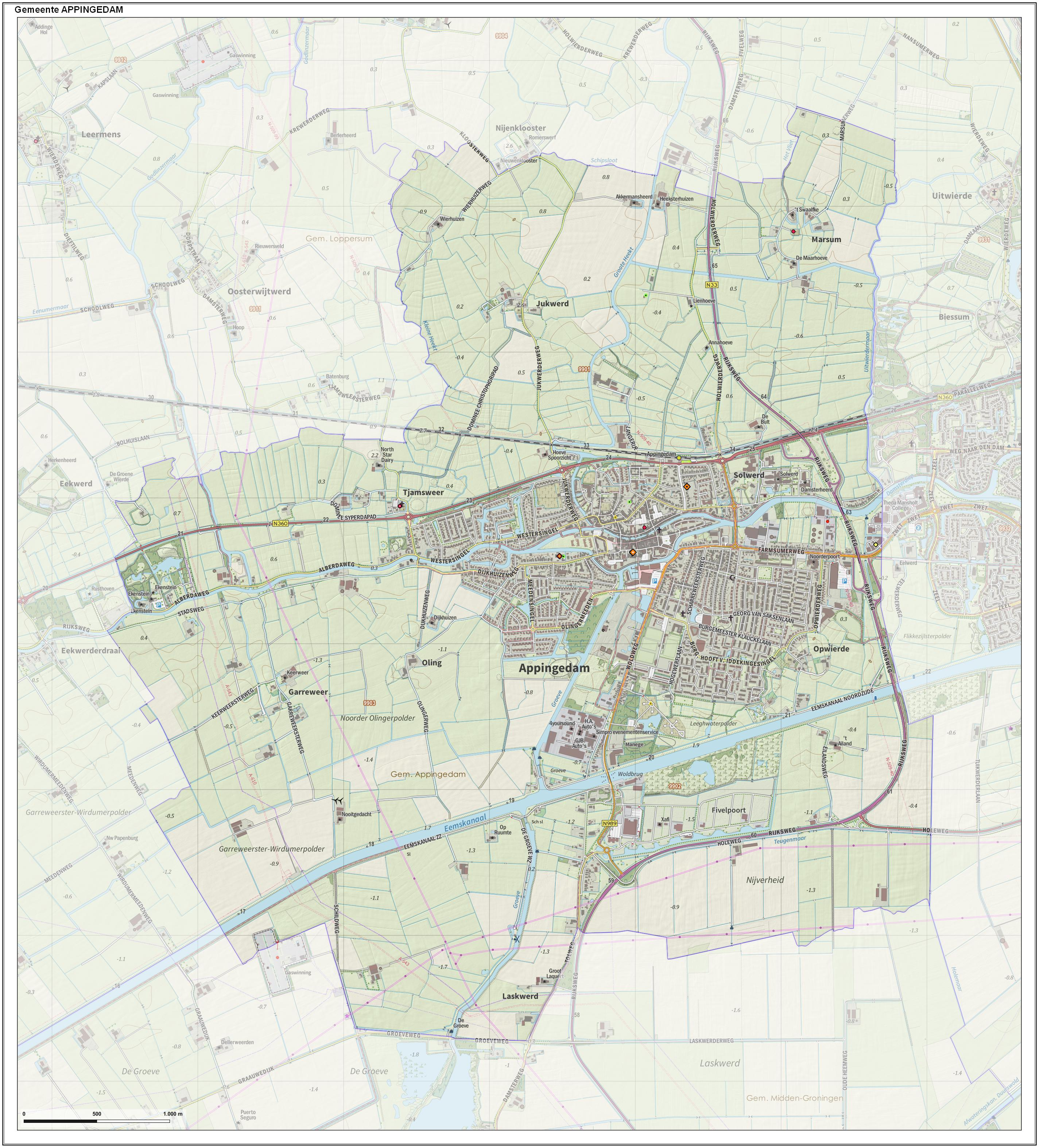
Plan détaillé de la commune de Appingedam

## Démographie
Le 1er janvier 2019, la commune abritait 11 720 habitants.